# 安全係數
安全係數（英语：factor of safety 或 safety factor），簡稱SF，但通常以FS表示，是指一個結構或是機械所能負荷的負載可以超過預期負載的程度。
安全系數為大於等於1的數值，安全系數越高，表示結構或機械的安全度越高，但也意味著其成本也相對提高。
一般而言，結構所能負荷的程度需比預期的負載要大。在許多專案中（如橋樑及建築物），不可能進行完整的測試，但先確定結構允許負荷的程度，而且需要到一定的準確度。
許多系統在設計時會加以考量，不止在正常條件下可以使用，在一些較特殊的嚴酷條件下（如緊急情形、較預期要大的負載、異常使用或系統退化）仍能正常使用。

## 二種定義
安全係數有二種不同的定義：一種是絕對強度（結構能力）相對實際負載（或是所需負載）的比例，這是量測特定設計可靠度的方式。另一種則是在法律、标准、設計規格、契约或是習慣上訂定的一個常數，結構的能力相對額定負載的比例需等於或是大於此一數值。
上述第一種定義的安全係數（計算值）也可以稱為實際安全係數'而第二種定義的安全係數（要求值）則稱為設計係數、設計設計係數或要求設計係數。但不同的產業或是工程團體中的用法不一定一致，常會造成困擾。因此在應用時需知道所使用的是哪一個定義。不一致和困擾的原因是許多參考書籍及標準團體都使用「安全係數」，但使用的定義不同。像設計規範（design codes）及結構工程及機械工程的教科書中常用安全係數來表示結構能力和實際負載的比例（上述的第一種定義）。而許多大學的材料力学書籍是以安全係數為一個事先提出的定值（上述的第二種定義）。

## 計算
計算安全系數的方式有許多種，在本質上所有方法都在計算同一件事：系統可以比預期的負載要多承受多少負載。各算法的差異是在於計算數值及比較基準的不同。安全系數的值可以視為比較不同系統之間可靠度差異的基準。
若一系統安全系數大於1，不表示它一定安全。許多品質保證、工程設計、製造、安裝及使用上的因素都會影響一系統在特定應用下的安全性。